# Кальшалка
Кальшалка — река в России, протекает по Башкортостану. Устье реки находится в 84 км по левому берегу реки Усень. Длина реки составляет 12 км, площадь водосборного бассейна 42,1 км².

## Данные водного реестра
По данным государственного водного реестра России относится к Камскому бассейновому округу, водохозяйственный участок реки — Ик от истока и до устья, речной подбассейн реки — бассейны притоков Камы до впадения Белой. Речной бассейн реки — Кама.
Код объекта в государственном водном реестре — 10010101312111100028299.